# Кожевнікова Анастасія Дмитрівна
Анастасі́я Дми́трівна Коже́внікова (нар. 26 березня 1993 Южноукраїнськ, Миколаївська область , Україна ) — українська співачка, переможниця шоу «Хочу до „ВІА Гри”» (2013), колишня солістка гурту «ВІА Гра» (2013—2018).

## Життєпис
Народилась 26 березня 1993 в Южноукраїнську Миколаївської області. 
З шести років почала займатись вокалом. Спочатку це був дитячий хор «Краплинки» (рос. «Капельки»), а вже у вісім років навчалась у музичній школі за класом фортепіано. Паралельно займалась у зразковому театрі естрадної пісні «Галатея». Також займалась акторською майстерністю й хореографією.
Ще з дитинства Настя мріяла про велику сцену, тому брала участь у різних дитячих конкурсах: «Ті, що біжать хвилями» (рос. «Бегущие по волнам»), «Перші ластівки» (рос. «Первые ласточки»), «Молода Галичина» — успіху не було, проте Настя не втрачала надії.
У 16 років приqikf на перший кастинг у своєму житті — кастинг «Супер зірка», який був невдалим для неї. Наступним був «Ікс-Фактор» — знову невдача. Утративши надію стати співачкою, Кожевнікова вступила до КНУТД на спеціальність «Менеджер організації».

## ВІА Гра

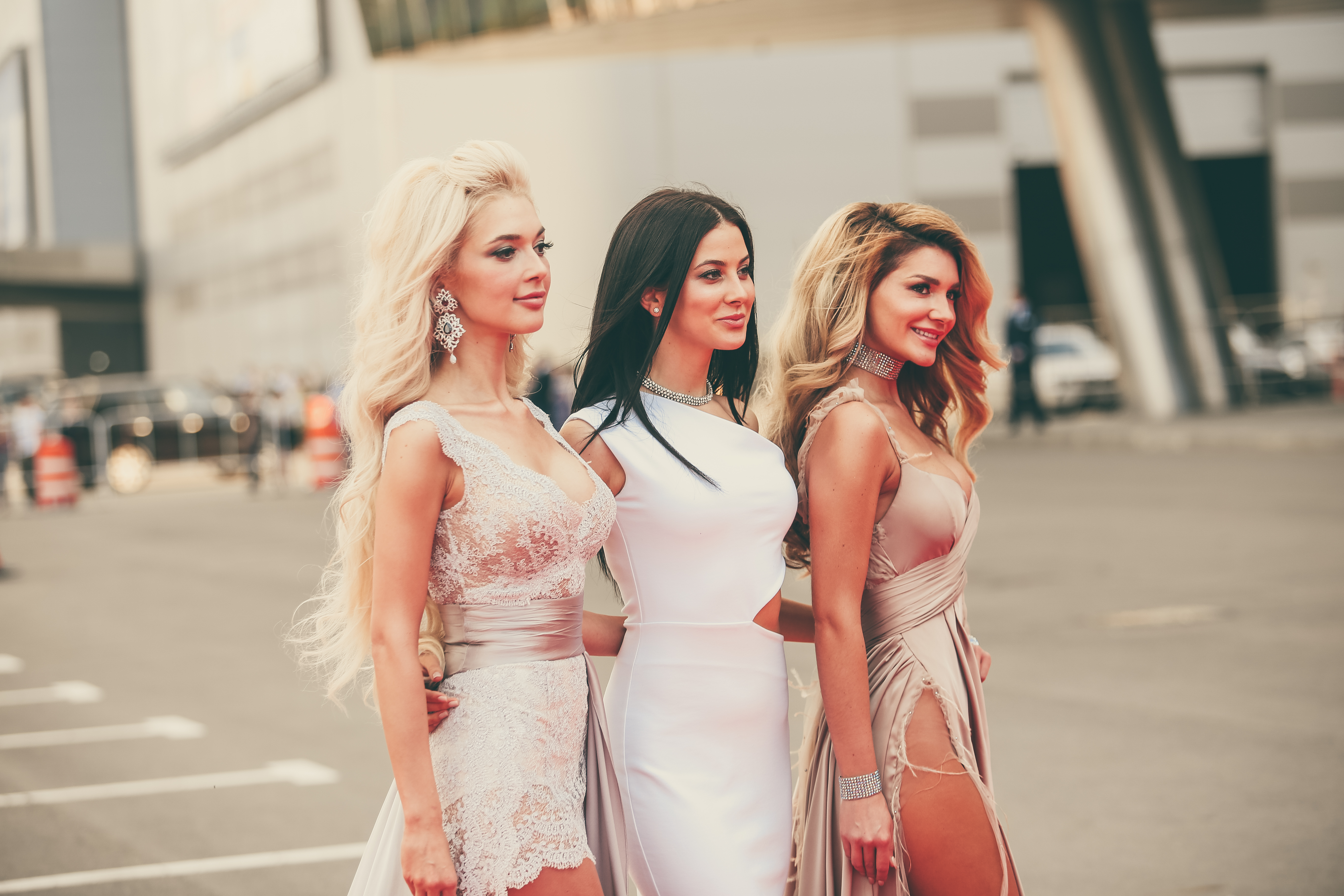

На шоу Хочу у «ВІА Гру» познайомилась із Наталією Могилинець та Ерікою Герцег. Вони склали колектив під керівництвом Надії Мейхер. Як фіналістки вони виконали нову пісню Костянтина Меладзе «Перемирие».
2 вересня 2018 року після 5 років у «Віа Грі» Кожевнікова покидає гурт.

## Дискографія

### Пісні у складі гуртуВІА Гра
- 2013 — Перемирие
- 2014 — У меня появился другой (разом із Вахтанґом)
- 2014 — Кислород (разом із Мот)
- 2015 — Это было прекрасно
- 2015 — Так сильно
- 2016 — Кто ты мне?
- 2017 — Мое сердце занято

### Сольна кар'єра
- 2019 — Любить тебя
- 2019 — Так как ты
- 2019 — Вселенная
- 2019 — Кокон
- 2020 — Мотылёк

## Відеографія

### Сольна кар'єра
| Рік            | Кліп           | Режисер           | Альбом         |                |
| Сольна кар'єра | Сольна кар'єра | Сольна кар'єра    | Сольна кар'єра | Сольна кар'єра |
| -------------- | -------------- | ----------------- | -------------- | -------------- |
| 2019           | «Любить тебя»  | Інна Грабар       |                |                |
| 2019           | «Так как ты»   | Станіслав Морозов |                |                |
| 2019           | «Вселенная»    |                   |                |                |
| 2020           | «Мотылёк»      |                   |                |                |

### Кліпи у складі гуртуВІА Гра
| Рік  | Кліп                                        | Режисер           | Альбом |
| ---- | ------------------------------------------- | ----------------- | ------ |
| 2013 | Перемирие                                   | Алан Бадоєв       |        |
| 2014 | У меня появился другой (разом із Вахтангом) | Сергій Солодкий   |        |
| 2014 | Кислород (разом із Мот)                     | Олексій Купріянов |        |
| 2015 | Это было прекрасно                          | Сергій Солодкий   |        |
| 2015 | Так сильно                                  | Сергій Солодкий   |        |
| 2016 | Кто ты мне?                                 | Сергій Ткаченко   |        |
| 2017 | Мое сердце занято                           | Сергій Ткаченко   |        |